# Olivetti Divisumma 14
La Divisumma 14 è una calcolatrice elettromeccanica automatica scrivente costruita dalla Olivetti a partire dal 1948, su progetto meccanico di Natale Capellaro e design di Marcello Nizzoli.
È permanentemente esposta nella collezione del MoMA di New York (assieme ad altri prodotti Olivetti), come esempio di design italiano.
Fu, al mondo, la prima calcolatrice scrivente dotata di saldo negativo in grado di eseguire automaticamente la divisione.
Venne sostituita dalla Divisumma 24 nel 1956, ma rimase in produzione fino al 1958.

## Caratteristiche
- Calcolatrice elettromeccanica scrivente
- Velocità di lavoro: 150 cicli al minuto
- Tensioni: 110V-220V con corrente alternata; 110V con corrente continua
- Tastiera: ridotta, zeri multipli, più tastierino dedicato alla moltiplicazione
- Operazioni: addizione, sottrazione, moltiplicazione e divisione.
- Saldo negativo: si
- Capacità d'impostazione: 10
- Capacità totale: 11
- Funzioni speciali: no
- Carrozzeria: metallica
- Colori: beige, o azzurro a seconda delle versioni
- Larghezza: 23,0 cm
- Altezza: 17,0 cm
- Profondità: 42,0 cm
- Peso: 12,3 kg
- Larghezza rotolo di carta: da 68 a 75 mm

Della serie MC 14, la Divisumma è il modello più completo perché eseguiva addizioni, sottrazioni, moltiplicazioni e divisioni. Particolare è la tastiera rossa del moltiplicatore posta lateralmente, cosa che aveva in comune con il modelloMultisumma 14.

## Funzionamento

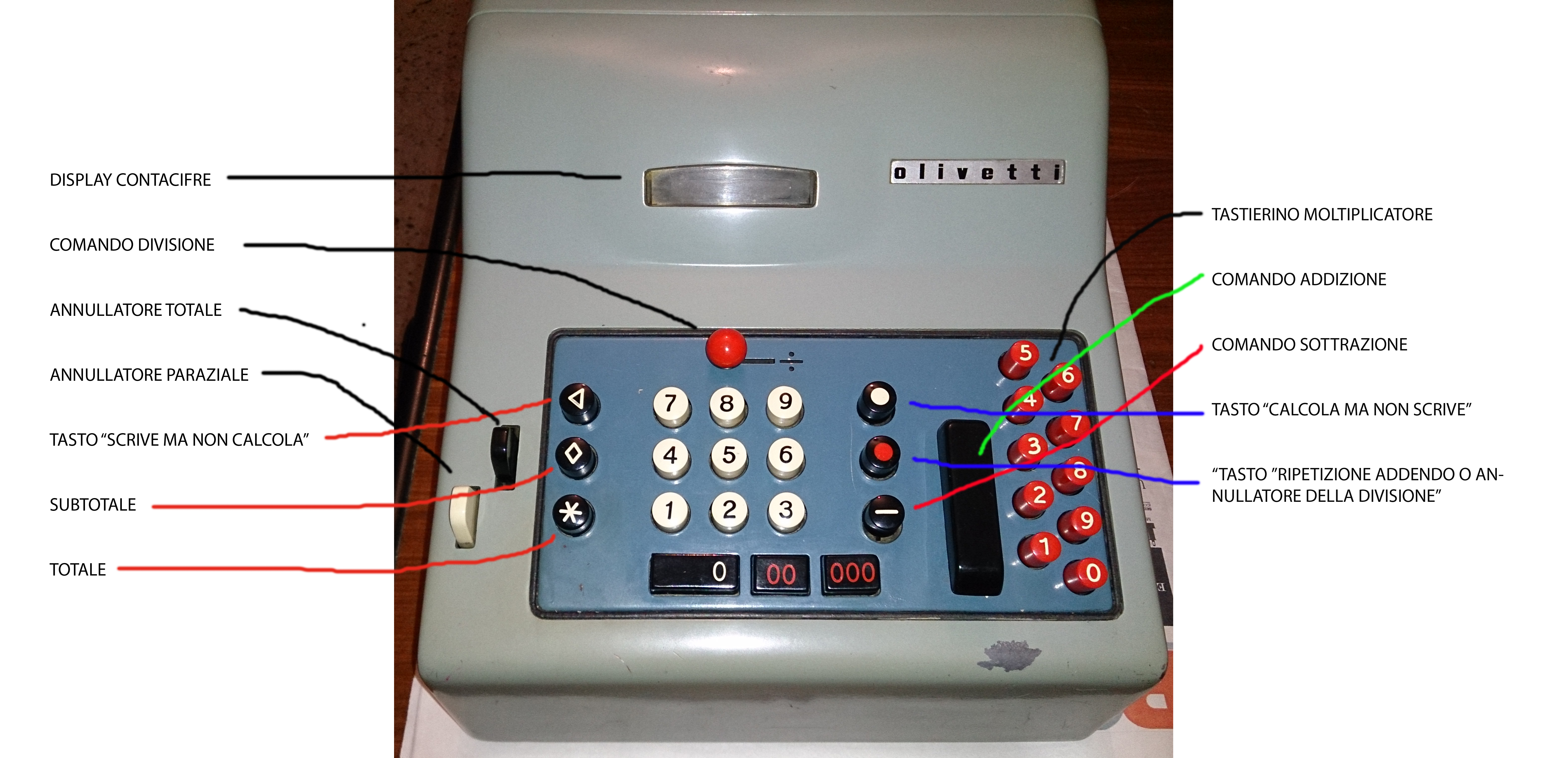
La tastiera della Divisumma 14

Le varie serie in cui fu prodotta erano contraddistinte, oltre che da diverse colorazioni, anche dai miglioramenti tecnici di cui, man mano, la macchina poteva beneficiare. La modifica più importante fu la revisione del gruppo totalizzatore, con l'introduzione dell'annullatore parziale (che andava ad affiancare l'annullatore totale).

### Addizione e sottrazione
Il funzionamento di questa macchina, nonostante sia stata concepita nel 1947-48, è per molti aspetti già simile alle odierne calcolatrici contabili. Addizione e sottrazione, infatti, sono impostate esattamente allo stesso modo con cui l'operazione verrebbe eseguita con una attuale calcolatrice contabile stampante.
La differenza nell'impostazione si ha, invece, in moltiplicazione e divisione.

### Moltiplicazione

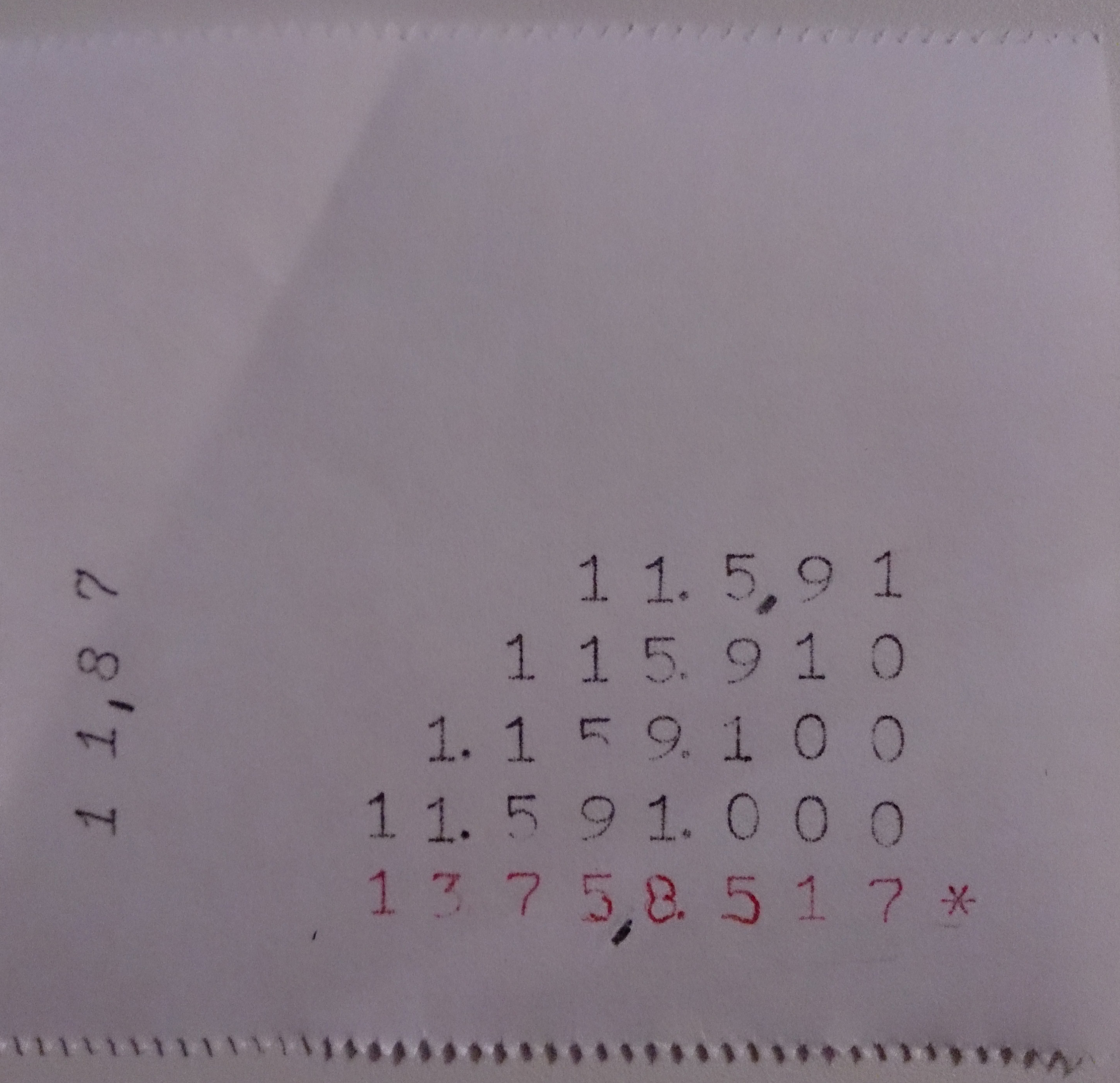

La moltiplicazione viene eseguita impostando anzitutto il primo fattore dalla tastiera numerica classica. Il secondo fattore, invece, deve essere inserito col tastierino rosso alla rovescia (ossia partendo da destra e tornando verso sinistra)e cifra per cifra. Al termine si preme il tasto con l'asterisco, che anche nelle macchine odierne indica il totale, ed il risultato viene stampato.
La particolarità è che il primo fattore viene stampato in orizzontale, mentre il secondo in verticale; in risultato, invece, è stampato in rosso.
La posizione della virgola viene individuata, molto semplicemente, sommando il numero delle cifre dopo la virgola presenti in entrambi i fattori, e contandole nel risultato a partire da destra.

### Divisione

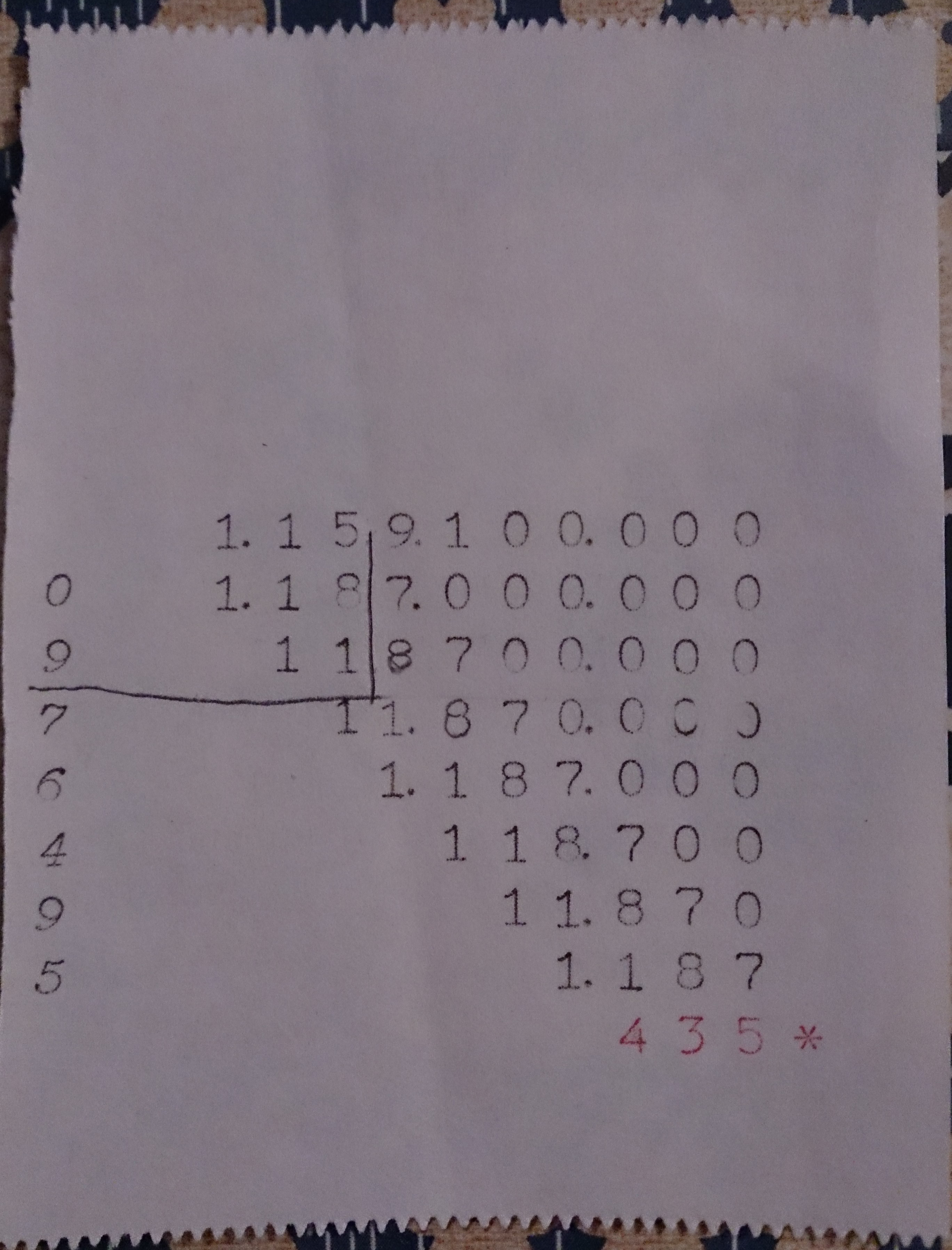

La divisione necessita di un procedimento particolare che, a prima vista, può risultare macchinoso, benché non sia complicato.
Il dividendo viene inserito normalmente nella macchina, dopodiché si deve premere la barra della addizione. A questo punto si inserisce il divisore, avendo, però, la accortezza di aggiungere tanti zeri in maniera da allineare il totale delle sue cifre con quello del dividendo. Dopodiché si tira verso destra la sfera della divisione.
La particolarità è che il risultato viene stampato in verticale, mentre in orizzontale è indicato l'eventuale resto (in rosso).
Poiché la macchina stampa anche i passaggi intermedi, non risulta difficile determinare la posizione della virgola: dal dividendo, partendo dalla posizione della virgola, basta scendere in verticale finché non si incontra la esatta posizione della virgola nel divisore; a quel punto, basta spostarsi verso il risultato, che viene stampato a sinistra, e si determina, così, il numero di cifre decimali del risultato.

## Particolarità
La particolarità maggiore della Divisumma 14 è che fu la prima calcolatrice stampante in grado di eseguire le quattro operazioni e di dare risultati negativi. Fino ad allora, la produzione era nettamente suddivisa tra  "addizionatrici" e "calcolatrici complete". Le prime eseguivano solo somme, sottrazioni e, nelle versioni più complesse (es. la Multisumma 14) le moltiplicazioni in modo automatizzato. In compenso, avevano spesso la possibilità di dare saldi negativi, quella di stampare dati e risultati, la tastiera ridotta e un costo contenuto. Le seconde eseguivano anche la divisione in modo efficiente. Però l'immissione dei dati avveniva quasi sempre tramite cursori o una tastiera estesa, il costo era estremamente elevato e, tranne alcuni tentativi commercialmente fallimentari, non avevano un meccanismo di stampa. Inoltre, la possibilità di dividere e quella di fornire risultati negativi erano ritenute assolutamente inconciliabili. Quindi la Divisumma 14, che per prima riuscì ad unire tutte le caratteristiche positive di addizionatrici e calcolatrici in una macchina dal costo relativamente contenuto, rappresentò una vera rivoluzione nel settore delle macchine da calcolo a livello mondiale.
La macchina era dotata anche di alcune funzioni, tuttora presenti sulle calcolatrici commerciali, come la "calcola ma non scrive" che consente di stampare solo i totali, o il "non calcola" che permette di stampare numeri di riferimento, quali date, matricole, eccetera. Un'altra, molto comune sulle calcolatrici dell'epoca, era la ripetizione degli addendi (sia in addizione che sottrazione). Un'altra funzione degna di nota è, sicuramente, quella di "stop della divisione", che si rivelava particolarmente utile nelle calcolatrici meccaniche quando, erroneamente, si azionava la divisione per zero, cosa che avrebbe provocato l'entrata della macchina in un ciclo infinito di sottrazioni per zero.